# Raymond Hood

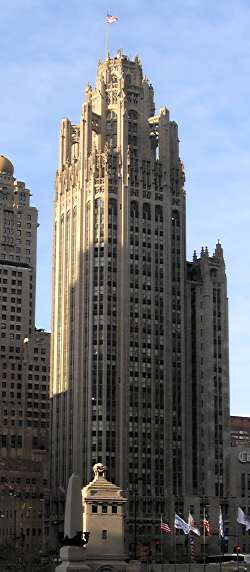
El Tribune Tower en Chicago

Raymond Mathewson Hood (29 de marzo de 1881 - 14 de agosto de 1934) fue un arquitecto quien trabajó en el estilo art decó a principios y mediados del siglo XX. Nació en Pawtucket, Rhode Island, y estudió en la Universidad Brown, el Instituto Tecnológico de Massachusetts, y la École des Beaux-Arts en París. En esta última institución conoció a John Mead Howells, con quien Hood posteriormente se asoció. Hood trabajó frecuentemente con el escultor arquitectónico Rene Paul Chambellan para crear la escultura de su edificio y para hacer modelos de plastilina de sus proyectos. Hood murió a los 53 años y fue enterrado en el Cementerio de Sleepy Hollow en Sleepy Hollow, Nueva York.

## Obras seleccionadas
- Tribune Tower, Chicago, Illinois  1924
- American Radiator Building, también conocido como el American Standard Building, New York, New York 1924
- Ocean Forest Country Club, Myrtle Beach, Carolina del Sur 1926-1927
- New York Daily News Building (the model for Superman's The Daily Planet), Nueva York  1929
- Masonic Temple, Scranton, Pensilvania 1930
- Rockefeller Center, Nueva York, en donde Hood fue el arquitecto senior en un equipo largo. 1933-37
- McGraw-Hill Building, New York  1934